# Emilio Salinas
José Emilio Salinas Balmaceda (Cuatro Ciénegas, Coahuila, 4 de octubre de 1864 - Laredo, Texas, USA, 15 de marzo de 1924) Fue un militar y político mexicano que participó en la Revolución mexicana así como Gobernador de Querétaro y de Chihuahua.

## Biografía
Nació en Cuatro Ciénegas, Coahuila; era pariente de Venustiano Carranza. Se inició en la política en 1893, como oposicionista al Gobernador José María Garza Galán, quién intentaba reelegirse. Emilio Salinas fue uno de los que se levantó en armas para combatir a dicho Gobernador. 
Desde 1910 simpatizó con el antireeleccionismo, y se levantó en armas en abril de 1911 contra el régimen de Porfirio Díaz. En 1912 luchó junto a Pascual Orozco. En 1913 se unió a Venustiano Carranza para combatir el Gobierno de Victoriano Huerta. Operó en Coahuila y alcanzó el grado de General de Brigada en 1914. A principios de 1915 fue derrotado por Doroteo Arango en el poblado de Ramos Arizpe, donde perdió muchos hombres. 
Durante la estancia de Venustiano Carranza en Santiago de Querétaro se le nombró gobernador y comandante militar de ese Estado. Posteriormente fue jefe de los establecimiento fabriles y aprovisionamientos militares, y senador por Coahuila en 1918; luego fue nombrado cónsul de México en San Antonio, Texas, y después fue gobernador provisional de Chihuahua, del 13 de marzo al 26 de abril de 1920. Con el triunfo del Plan de Agua Prieta fue depuesto de ese cargo, y se retiró a la vida privada.
Murió en la Ciudad de Laredo, Texas, en 1924. Se casó con Virginia Caarmiña.Su hijo Gustavo Salinas alcanzó el Grado de General durante la Revolución mexicana.    
| Predecesor: Melquiades Angulo | Gobernador de Chihuahua 1920        | Sucesor: Alfonso Gómez Luna |
| Predecesor: Federico Montes   | Gobernador de Querétaro 1916 - 1917 | Sucesor: Ernesto Perusquía  |

- Datos: Q3052339